# Maria Consolata Betrone
Venerabile Suor Maria Consolata Betrone, al secolo Pierina Betrone (Saluzzo, 6 aprile 1903 – Moncalieri, 18 luglio 1946), è stata una religiosa italiana, suora cattolica, clarissa cappuccina. Per la Chiesa cattolica è venerabile. A lei è dedicato il monastero del Sacro Cuore di Moncalieri.

## Biografia
Nata da una numerosa e modesta famiglia, con essa Pierina si trasferisce nel 1917 a Torino dove, il 17 aprile 1929, entra in convento nel monastero delle Clarisse Cappuccine, prendendo appunto il nome di suor Maria Consolata.
Nel convento svolge i lavori di cuoca, portinaia e ciabattina e, una volta trasferita a Moncalieri, pure di infermiera e segretaria. Si dedica anche alla conversione dei «peccatori», che chiamava «moribondi induriti dal rifiuto dei sacramenti»; in aggiunta presta servizio a sacerdoti e religiose in difficoltà.
Muore a 43 anni; il suo corpo è tumulato nella cappella esterna del monastero del Sacro Cuore di Moncalieri. 
L'8 febbraio 1995 è stata aperta ufficialmente la fase diocesana del processo per la beatificazione, che si è conclusa positivamente il 23 aprile 1999. Attualmente la documentazione è al vaglio della Congregazione per le Cause dei Santi.

## Spiritualità
Il suo padre spirituale Lorenzo Sales scrisse la spiritualità della piccolissima via d'amore di suor M. Consolata Betrone che racchiude:
-L'atto incessante d’amore “Gesù, Maria, vi amo, salvate anime”
-la Verginità della lingua dicendo solo quello che è vero, necessario e utile
-la Verginità della mente per non supporre niente che potrebbe disturbarmi inutilmente
-la Verginità di cuore per non occuparmi di quello che manca di rispetto o di discrezione
-uno sforzo più importante del risultato
-la Lotta contro i ripiegamenti dell’anima su se stessa per accettare quello che mi capita di negativo a causa degli altri o delle circostanze
-Il “sì” a tutti con il sorriso vedendo e trattando Gesù in tutti.
-Il “sì” col ringraziamento a tutto quanto Dio vuole e dispone.